# Angelo Sabino
Pour les articles homonymes, voir Sabino (homonymie).
Angelo Sabino ou Angelus Sabinus (fl. années 1460 – années 1470) est un humaniste italien qui a vécu à l'époque de la Renaissance italienne. C'est aussi un poète lauréat, un philologue classique et un imitateur du poète Sabinus.
Son nom est probablement Angelo Sani di Cure, il serait donc originaire de Cure ou de Curi, soit l'ancienne Cures Sabini, ce qui explique son cognomen : Sabinus. Il a écrit sous plusieurs pseudonymes, dont Aulus Sabinus quand il imite le poète Sabinus (un ami d'Ovide) et Angelus Gnaeus Quirinus Sabinus (une allusion à Quirinus en tant que dieu de la guerre des Sabins à l'époque de la Rome antique).

## Œuvres
Il donna des éditions de Lactance, de Térence et d’Ammien Marcellin ; il publia en 1474, à Rome, un in-folio intitulé Paradoxa in Juvenalem. Son Art poétique (Ars metrica) eut deux éditions, l’une sans lieu ni date, l’autre à Rome en 1483. Edmond Martène a insérée dans son Amplissima collectio veterum scriptorum (t. 4, p. 1379) son Carmen epicum de excidio civitalis Leodiensis, une épopée sur la chute de la ville de Liège.